# 辺境警備
『辺境警備』（へんきょうけいび）は、紫堂恭子による日本のファンタジー漫画作品。

## 概要
紫堂恭子のデビュー作となる。
少女マンガ雑誌『プチフラワー』（小学館）に、1988年3月号から1992年5月号に連載された。単行本は小学館：プチフラワーコミックスより全6巻。その後、角川書店のファンタジーDX誌で発表された続編を含めた「決定版」が1997年から1998年にかけて全7巻で発売された。また、2007年には、ホーム社漫画文庫から文庫版が全4巻、2018年に角川書店より復刊版が全6巻で発売された。
中世ヨーロッパ風のファンタジー世界を舞台に、辺境の警備隊長に赴任という形で左遷された“隊長さん”の日常や彼の周辺で起こる出来事を描く。物語は“隊長さん”が左遷されたルウム復活暦九九六年からルウム復活暦一〇〇〇年に“隊長さん”が辺境を去り、イドラグールで“背高さん”やカイルと協力して冥王の復活を阻止するまで。
『指輪物語』の影響が強く、作中にも『指輪〜』を思わせる描写が見受けられる。また本作の背景世界は、作者の別作品『グラン・ローヴァ物語』や『東カール・シープホーン村』と共通しており、登場人物のクロスオーバーなどが盛り込まれている。
また、異世界から迷い込んだ少女と元兵士の絆を描いた『逃げる少女～ルウム復活暦1002年～』は本作より2年後の東方諸国を舞台としており、忌地と嫌悪される「旧魔国」イドラグールも絡んでいる。
ミステリーボニータで連載中の最新作、北方辺境国のエアドロム王国を舞台とした『虚妄の女王～辺境警備外伝～』ではルウム王国との深い断絶と敵対感情が描かれ、一二〇〇年前に海賊行為で金品財宝を強奪したために二〇〇年間ルウム王国に支配され冥王による「大暗黒時代」に彼らが去っても憎悪は根強く残りルウム人の血を引く自国の王子を“ルウミアン”と呼んで蔑んでいる。

## ストーリー
| サブタイトル        | サブタイトル         | 頁  | メモ          |
| 第１集              |                      |     |               |
| 第１話              | 辺境警備             | 5   | [ 6 ]         |
| 第２話              | 踊る子馬亭           | 23  | [ 7 ]         |
| 第３話              | 夜の鏡               | 39  | [ 8 ]         |
| 第４話              | 鉄商人の娘           | 63  | [ 9 ]         |
| 第５話              | エヴィル･スピリッツ  | 87  | [ 10 ]        |
| 第６話              | 蛮族の侵入           | 111 | [ 11 ]        |
| 第７話              | 旅人たちのミステル   | 127 | [ 12 ]        |
| 第８話              | エルドヒアの戦火     | 147 | [ 13 ]        |
| 第９話              | 賢者の護符           | 171 | [ 14 ]        |
| (奥付)              | (奥付)               | 195 | [ 15 ]        |
| 第２集              |                      |     |               |
| 第10話              | 冬の門               | 5   | [ 17 ]        |
| おまけ①             | ワイン               | 39  |               |
| 第11話              | 人狩雪               | 41  | [ 18 ] [ 19 ] |
| おまけ②             | 神官さんの苦手       | 65  |               |
| 第12話              | 黒い呪術師           | 67  | [ 20 ]        |
| 第13話              | 罪人の長い眠り       | 97  | [ 21 ]        |
| 第14話              | 星拾い               | 127 | [ 22 ]        |
| おまけ③             | 兵隊さんのこと       | 145 |               |
| 第15話              | アンラッキー･デイ    | 147 | [ 23 ]        |
|                     | 辺境警備の世界       | 185 |               |
| あとがき            | あとがき             | 194 |               |
| (奥付)              | (奥付)               | 195 | [ 24 ]        |
| 第３集              |                      |     |               |
| 第16話              | 神聖獣神殿           | 5   | [ 26 ] [ 27 ] |
| 第17話              | 金色の荒野の十月     | 105 | [ 28 ] [ 29 ] |
| 第18話              | かりそめの宿         | 147 | [ 30 ]        |
| 第19話              | 人事異動             | 187 | [ 31 ]        |
| おまけ              | お別れ会             | 210 |               |
| (奥付)              | (奥付)               | 212 | [ 32 ]        |
| 第４集              |                      |     |               |
| 第20話              | エクサイル           | 5   | [ 34 ] [ 35 ] |
| おまけ①             | 切り札               | 45  |               |
| 第21話              | 道化師とダイアモンド | 47  | [ 36 ]        |
| おまけ②             | るすばん辺境警備     | 89  |               |
| 第22話              | 水の糸               | 91  | [ 37 ]        |
| 辺境警備の世界PARTⅡ | 辺境警備の世界PARTⅡ  | 137 |               |
| 海から来た星たち    | 海から来た星たち     | 145 | [ 38 ]        |
| (奥付)              | (奥付)               | 195 | [ 39 ]        |
| 第５集              |                      |     |               |
| 第23話              | 世界の箱庭           | 5   | [ 41 ]        |
| 第24話              | 神聖銀セライア       | 105 | [ 42 ] [ 43 ] |
| 第25話              | アクアウィータ       | 153 | [ 44 ]        |
| あとがき            | あとがき             | 202 |               |
| (奥付)              | (奥付)               | 204 | [ 45 ]        |
| 第６集              |                      |     |               |
| 第26話              | 帰っておいで…        | 5   | [ 47 ]        |
| 第27話              | 日の後 月の先        | 53  | [ 48 ] [ 49 ] |
| ☆ちょっとひと休み☆  | ☆ちょっとひと休み☆   | 98  |               |
| 第28話              | 時間のつばめたち     | 99  | [ 50 ] [ 51 ] |
| 最終話              | 遠い約束             | 145 | [ 52 ]        |
| 「手紙」            | 「手紙」             | 200 |               |
| (奥付)              | (奥付)               | 203 | [ 53 ]        |

ルウム王国の北西国境部「西カール（るーまカール）」地方ドレングの街の国境警備隊に新たな隊長さんが左遷されてきた。彼を取り巻くのは陽気な兵隊たちと、やはり都エンディミラ・オルムから赴任してきたという神殿の神官さん。辺境を舞台に、素朴だが少し神秘的で、どこか懐かしい日常が展開される。

## 登場人物
“隊長さん”サウル・カダフ
本作の主人公。兵法の教科書に載るほどの切れ者だったが、親友ロレアンの多情な妻シルフィンの腹いせに北西国境部のドレングへ左遷されてしまう。「不良中年」を自称し、身を慎む様子も無く遊び歩き、ひっきりなしに「都へ帰りたい」とグチを漏らすが、本質的には達観した人物。若い頃は、現在からは想像も付かないほどの美形だった。30代半ばだが、ヒゲのせいか老けて見られがち。王都での神官さんとヴォルグの事件後、背高さんの正体と事情を知らされた。終盤、旧友と共に国境沿いで起こった紛争に派遣されて辺境を去る。15歳しか違わない神官さんに「父親のように思っていた」と言われ、ショックを受ける。
最終章で東方諸国の内紛に介入して岩砂漠を飛び回っていたが、東の果てに留まらなければならなかった。部下たちを愚痴の巻き添えにしていたが、イドラグールに取材旅行に向かう画家モレスの道案内を引き受け、カイルや背高さんと再会し、冥王の復活を阻止する戦いに協力することになる。
『虚妄の女王～辺境警備外伝～』でルウム王国軍軍団長としてエアドロム王国の新女王セオドラ（フィアンナ）とトライド王子に対面する。
“神官さん”ジェニアス・ローサイ
3年前に、ドレング神殿に赴任してきた美青年。頭がいいが生真面目で融通のきかないところがあり、隊長さんの言動にいちいち説教をする。自身の美貌を称賛すると怒る。しかし、懲りない性格なので後見人である背高さんに心配される。生まれてすぐ背高さんに拾われドル・ドナ老師に預けられて神殿で育った孤児。辺境への赴任の裏には何らかの事情があったようだが、その点に関しては何も語らない。一度はドル・ドナ老師によって王都へ呼び戻されるも、因縁の傭兵ヴォルグとの再会を経て、再び辺境へ戻った。実はかつて親友エルフリードから義母イヴリンを紹介されたことが切っ掛けで、父アベルが婚約者だったイヴリンを裏切って母エルウィングと結婚し、その息子「エステル・シルヴァスタイン」として生を受けたことを知る。しかしイヴリンの愛人だったヴォルグの陰謀により、イヴリンとエルフレードが死を遂げ、自身も心身ともに傷ついたことが明らかになる。女性と見られるのを嫌がりながら髪を伸ばしているのも、村の少女ジュディスの恋心に応えられぬことに苦悩したのも、婚約者を裏切った実父を許せず、自身が同じ過ちを犯さないよう女性を遠ざけるためだった。
顔立ちは父アベルに似るが美しい銀髪と菫色の瞳は母エルウィング譲りで、イヴリンがその身元に気づく切っ掛けとなった。また、それが原因で再びヴォルグに狙われることになるも、隊長さんたちの尽力で彼との因縁にも決着が付いた。
カイル
レナンディの街に住んでいた黒呪術師（ドラティア）。神官さんとの喧嘩がきっかけでドレングの郊外に庵を構えることになり、辺境の人々からは“先生（マスター）”と呼ばれる。意地っ張りで天邪鬼だが、慈悲や友情をまったく解さないわけでもない。背高さん曰く「愛情を注がれ、自身もまた誰かに愛情を注ぐ人間。」である。呪術の師でもあった祖父を尊敬しており、黒呪術を批判する神官さんには強い反発を示す。他人に勝手なあだ名をつける癖があるが、これは「呪術師はうかつに他人の本名を呼んではいけない」という祖父の教えを無意識に守っているから。唯一、ドル・ドナ老師だけは尊敬を抱く。イドラグールで盲目の少女シアを助ける。
『逃げる少女～ルウム復活暦1002年～』の第4話「幻惑」に登場し、主人公セスの元同僚チャルクに追われた「地震を引き起こす“何か”に狙われる」少女ジェスベルを助けた。ジェスベルと彼女を追う「何か」が引き起こす地震の謎を解くため、ジェスベルに「夢見（むけん）の術」をかけて彼女の意識下に潜るが、何故か歪んだ空間に入り込んでしまう。そのさ中、問題の地震に襲われ、深い地割れに飲み込まれる。それ以降、行方不明となる。やがてジェスベルを追う謎の力は異世界から迷い込んだ異物を排除しようとする、世界そのものの力だと悟りセスと共にジェスベルを元の世界に戻す。
『虚妄の女王～辺境警備外伝～』で侵略だと誤解したエアドロム王国のカルライグ伯と会談し、セスと共に事情を説明する。
“背高さん”
神官さんが王都に栄転した際、後任の神官として現れた謎の人物。古びた黒ずくめの軍服に大剣を帯びた長身の男で、神官だけでなく軍人や賢者としての肩書きも持っているという。自称「名もなき賢者」だが、昔はエクサイラ（放浪者）やマクロビアン（不老不死者）と呼ばれていた。兵隊さんたちからつけられた「背高さん」という可憐な呼び名を気に入っている。神官さんが子供の頃からの後見人であり、辺境の人々が彼を慕っていることに喜びを示す。隊長さんより年上のはずだが、見た目は20代半ば程度。
実は「エルディア救世王」と称えられる伝説の英雄王その人であり、かつて「大暗黒」が到来した時代に「冥王」を滅ぼす存在として予言された一千年前の人物。ルウム旧暦一一〇五年、25歳のときに冥王を唯一滅ぼせる剣から主に選ばれ、その呪いで不老となり、また本来なら王位に就くはずの2人の兄王子に妬まれてしまう。冥王を倒した後、暦を改めルウム国王として即位するも後に退位し、「剣の賢者」として剣が滅びるまでの長すぎる生を生きている。ルウム国王時代の娘エルウィングもまた剣に触れて不老となっている。そのエルウィングが数十年前、記憶喪失に陥った際にアベルという男性と結婚して生を受けたのが神官さんであり、実の祖父と孫の関係であるが、彼には知らせておらず、事情を知る周囲の者にも口止めしている。不老長寿になった身に終焉の時が迫り、静かに神官さんに別れを告げた。宴会で神官さんの赤ちゃんだった頃の思い出を語り、イドラグールで画家モレスにもそのことを語り、ジジバカと呆れられた。
30年以上前からイドラグールで変装して「ケルベス」と名乗り、大師たち奴隷の子孫を助けて理解し合う糸口を模索していた。復活しようとした冥王を完全に倒し、娘の待つ「東の学舎（フォアサイト）」に去る。
本作より150年ほど前、同世界を舞台とする『グラン・ローヴァ物語』にも「二代目グラン・ローヴァ」として登場する。
兵隊さん
辺境警備隊員で隊長さんの部下。組織は10人一組を最小単位とするという軍の規則により集められた、現地の次男坊や三男坊（あるいはもっと下）。軍事的な任務は無いに等しく、もっぱら家畜の世話や畑の手入れ、時には公共物の修理などが仕事である。名前はマルヴィル、ホブ、ノブ、ベン、クリス、ハル、フィン、マルト、フレックの9人だが、外見はそっくりで区別が付かない。しかし、帽子を脱ぐと髪型が微妙に違っており、慣れれば見分けがつくようである。
アーヴィン
隊長さんの元部下。首都での神官さんの危機の際、隊長さんとゴンファノン大将に協力して奔走する。
シルフィン
隊長さんの知己（といより腐れ縁）で絶世の美女。その美しさは、若い頃の彼女にアタックしてふられた吟遊詩人カロファインが「アンラッキー・デイ」という有名な詩を作ったほど。恋多き女性で、婚約者がいながらも隊長さんや他の男性との逢瀬を楽しんでいた。結婚するまで恋を楽しみたいと占い師の老婆に相談し、フライパンで殴って落馬させた隊長さんとつき合うようになる。後に親友の婚約者だと知った隊長さんに避けられ、大喧嘩になる。それでも本気で隊長さんを愛してしまうが、婚約者の親友だと知りながら複数の男性とつき合うことに嫌気がさした隊長さんに拒絶され、隊長さんと結婚すべきだとロレアンに婚約解消されるも、必死に懇願する両親によりロレアンと元の鞘に収まった。
軍の人事にコネがあり、隊長さんの親友である夫ロレアンの死後、自分を慰めに来ない隊長さんを辺境に飛ばした。ほとぼりが冷めた頃に隊長とよりを戻すそうとするも失敗。神官さんとヘルム家の事件が解決後、神官さんに呼ばれて隊長さんへの報酬を浪費するなど、悪女ぶりを如何なく発揮する。
ロレアン
シルフィンの夫であり、隊長さんの親友。「アンラッキー・デイ」での隊長さんとシルフィンの回想でちらっと登場したが、番外編「天使のいない夜」でシルフィンを繋ぎとめる努力をしないのに、頑固な性格の青年として描かれた。濃い茶色の髪と黒い瞳の青年。裕福な家の跡取りであるため、育ちの良い上品な雰囲気を持つ。シルフィンが婚約時代に結婚までの自由な恋愛を望み、隊長さんとつき合っていることを知ってシルフィンとの婚約を解消した。その際、友人であるエドマンドの駆け落ちに協力し、2週間は誤魔化せる自信のあった陽動作戦を看破した隊長さんの制止も聞かずに本当に婚約解消してしまうが、シルフィンの両親の泣き落としで説得され、結局はシルフィンと結婚した。物語開始直前に死亡しており、隊長さんが辺境へ飛ばされる切っ掛けとなった。
ヘリウス・ヴォルグ
首都編ともいうべき4～5巻の重要人物であり、この物語最大の悪役。オルデンロード出身の元傭兵。ある任務で2週間だけの間、隊長さんの部下だったこともある。敵に内通したり、寝返ったりと這い上がるために手段を選ばなかったため、隊長さんとはお互いに嫌悪感しかない。ヘルム家の親族の依頼で先代当主の後妻となったイヴリンに接近するが、彼女に寝返った。イヴリンを利用してヘルム家の財産を狙ってジェニアスが辺境へ赴く要因を作った元凶。ヘルム家の財産を執着する親族たちが事件をもみ消し、自由に動けるようにして貰った。首都に戻ったジェニアスを捕らえて彼への遺産を横取りしようとしたが、ジェニアスを助けようと奔走した隊長さんたちの尽力によって失敗する。ヘルム家のヴェイグ公が阿片（オピウム）の密売で逮捕された際、エルフレード殺害の依頼をしたことを白状したため、過去の罪状も合わせて軍警察に逮捕される。
エルフレード・ヘルム
旧家ヘルム家の第十九代当主。神官さんの親友。ヘルム家の財産を狙う叔父の1人であるヴェイグ公の依頼により、義母イヴリンの愛人だったヴォルグに殺されてしまう。
イヴリン・ヘルム
エルフレードの義母。旧姓は「フェイマ」。少女時代、お見合いした神官さんの父アベル・シルヴァスタインに一目惚れして彼に相応しい女性になろうと努力したが、彼が初恋の女性エルウィングに心変わりして結婚したため、エルウィングを毒殺しようとして誤ってアベルを殺してしまう。エルフレードに紹介された神官さんの正体に気づき殺そうとするが、2度もアベルを殺せないと絶望して窓から投身自殺した。
アベル・シルヴァスタイン
神官さんの実父。少年時代にエルウィングに恋をし、婚約したイヴリンとの交際中に再会したエルウィングと結婚したため、ヘルム家の事件の発端となってしまう。エルウィングを殺してよりを戻そうとしたイヴリンに誤って毒殺された。
エルウィング
神官さんの実母で背高さんの娘。銀の髪と菫色の瞳の美女。背高さんが王位に就いていた頃、魔の剣に触れて抜いてしまったため、首都エンディミラ・オルムは灰燼に帰すことは免れたものの父親同様に呪いにより不老となり、一千年近い時を生き続けている。「東の学舎」にいたが、事故で行方不明になる。事故の詳細は不明。カシム河で溺れかけていたのを老夫婦に救われるが、名前以外の一切の記憶を失っていた。14歳のアベルから見て年上の女性だったが、不老のために10年後のアベルと再会した時には釣り合う外見の女性であり、無邪気に懐かしく思いアベルと愛し合うようになるが、イヴリンという婚約者からアベルを奪ってしまい、息子である神官さんにまで及ぶ悲劇の原因となる。アベルの墓標の前で背高さんと再会し、神官さんを自分たちの暗い運命から遠ざけようと我が子を手離し、「東の学舎」に戻った。
“老師”ドル・ドナ
ジュニアスが属する「ベレノス・星系神殿」の大神官にして神官や信徒をまとめる長。ルウム国王すら敬意を払う、威厳と優しさを兼ね備える人物。かなりの老齢であり、かなりの禿頭で豊かなヒゲをたくわえている。ジェニアスの後見人の一人であり、赤子だった彼を剣の賢者（背高さん）から託された。背高さんの正体を知る一人でもある。
「黒呪術の傷を癒やすには、黒呪術そのものを知らなければならない」という理由から黒呪術が扱える。カイルの祖父が偉大な呪術師であること、カイルもまた誇り高き呪術師であると語った。そのためか、他者に悪意を込めた別名をつけるカイルですら「あの方」と呼ぶようになった。
ゴンファノン
隊長さんの悪友。将軍。階級は「大将」。若い頃、隊長さんのライバルとなって女性を競った仲である。
ラスタ
王都エンディミラ・オルムの大神殿に勤める神官。年齢はジュニアスと大差ないが、階位はジュニアスの二つ下。上昇志向の持ち主のためかジュニアスを快く思っておらず、カイルに「バカを呼べ」と言われジュニアスに声をかけたり、ジュニアスが降格処分となった時に喜んだりしていた。
ジョルジォ・モレス
物語の最終章「星が生まれた谷」に登場した高名な画家。隊長さんの青年時代の肖像画を描いた人物。都の大神殿の大回廊の壁一面にルウム王国一千年の歴史・神話・伝説を描く大事業に携わっていたが、九割を終えるものの「エルディア救世王」の英雄譚を描くために「旧魔国」イドラグールに取材旅行に赴き、隊長さんを巻き込んで危険を顧みずに東の果てにやって来た。
大師
千年前、世界を闇に飲み込もうとした「冥王」が玉座を据えた国イドラグールの指導者。奴隷の末裔。冥王が復活して他国を滅ぼしてくれる日を待ちつつ準備を続けていた。
『逃げる少女～ルウム復活暦1002年～』の第7話「ルウム語」に登場。呼称が「導師」に変更された。ジェスベルにかけられた術を解除し、カイルを助けようと現場に赴く。
シア
15歳。かつて背高さんと共に「冥王」を倒した少年セルリオンの生まれ変わりの美少女。盲目。セルリオンより「魔の者を呼び寄せる声」を受け継いでおり、そのために冥王降誕の依り代として12歳の時にイドラグールにさらわれた。前世で冥王を背高さんと共に冥王を倒した際、転生しても光を失い、冥王を復活させるという呪いをかけられた。
セルリオン
15歳。古より魔を狩る一族「風狩人（ローダム）」の少年であり、「東の学舎（フォアサイト）」の予言により聖なる獣「銀狼（セライウルグ）」と共に冥王と対峙することになる、背高さんに同行してイドラグールで10日間の熾烈な戦いを繰り広げた。生まれながらに「見通す眼」と「呼ぶ声」を持ち、背高さんに協力して冥王を倒した。天寿を全うするが、冥王にかけられた呪いは生まれ変わりのシアに及んでしまう。
エドマンド・ローウェル
番外編「天使のいない夜」に登場した隊長さんの友人。気弱な青年だが、ロレアンの助けでエミリアと駆け落ち結婚する。
モードック
階級は大尉。士官学校時代の隊長さんとゴンファノンの上官であり、元上官の息子との結婚を決めるも肝心の娘エミリアには恋人がおり、ロレアンの策により南部に駆け落ちされた挙げ句に見つけた時には結婚していたため、諦めざるを得なくなった。
エミリア・モードック
モードック大尉の娘。2週間後に父親に結婚を強制されるが、エドマンドと駆け落ちして小さな神殿で結婚式を挙げた。

## 背景世界
神話によれば、遥か昔に神は9人の使徒と共に9つの星々を造り、それを通じて世界を創造した。しかし、9つの星々の内「闇」は自分だけの世界を望んだため地に堕ちて、地の底で「冥王」を生み出した。そして今から1000年前、冥王の侵攻による「大暗黒｣が訪れた。このとき、当時のルウム王の三男で後に「エルディア救世王」と呼ばれるローランドと、狩人の少年セルリオンが冥王を倒した。作中世界で使われている「ルウム復活暦」はこれを記念したものである。
『グラン・ローヴァ物語』で災厄の中心にあった「銀晶球」が背高さんに尋常ならざる長寿を強いた剣の柄に「東の学舎」を創設した白い髪の精霊ハールにより嵌め込まれている。
本作の舞台は、ルウム復活暦1000年を目前に控えたルウム王国である。「大暗黒」の災厄により版図は縮小されたものの長い時間をかけて国力は回復しつつあり、それと同時に東方諸国との軋轢が問題となっている。東方諸国のさらに東には、かつて冥王の領土だった「旧魔国」イドラグールの荒野が広がっている。また南東部には、運命の森の奥深く大賢者グラン・ローヴァをはじめとした賢者を輩出する「東の学舎（フォアサイト）」があるとされているが、良からぬ望みを持つものは近づけないという。王国の北西部は、かつて存在した北方諸国との交流が完全に途絶えており、この地方の政治的・軍事的価値は限りなく低い。そのため、この地への赴任は左遷と見なされている。
長さの単位は「ヤード」である。

## 単行本
小学館プチフラワーコミックス
全6巻。4巻末には同作者の短編『海から来た星たち』が収録されている（本作とは無関係の読みきり短編であり、以降の単行本シリーズには収録されていない）。
1. ISBN 4-09-172071-4
2. ISBN 4-09-172072-2
3. ISBN 4-09-172073-0
4. ISBN 4-09-172074-9
5. ISBN 4-09-172075-7
6. ISBN 4-09-172076-5

角川書店 あすかコミックスDX〈決定版〉
全7巻。小学館版6巻に『ファンタジーDX』誌に掲載された外伝を収録した巻が加えられている（この巻のみ、通し番号が振られていない）。また1 - 6巻にも、書き下ろしの短編が収録されている。
1. 月夜の銀青草 ISBN 4048528068
2. 懐かしいいたみ ISBN 4048528262
3. 逢魔の山 ISBN 4048528602
4. 故郷は遠く… ISBN 4048528769
5. 過去からの呼び声 ISBN 4048529013
6. 忘れられた英雄 ISBN 404852917X

- 星が生まれた谷 ISBN 4048527657

角川書店あすかコミックスDX〈復刊版〉
全6巻。プチフラワーコミックス版や『辺境警備 プレミアムブック』の一部が収録されている。
1. ISBN 978-4-04-107521-0
2. ISBN 978-4-04-107522-7
3. ISBN 978-4-04-107637-8
4. ISBN 978-4-04-107638-5
5. ISBN 978-4-04-107639-2
6. ISBN 978-4-04-107640-8

ホーム社漫画文庫
全4巻。角川書店版に加えて、1 - 3巻には書き下ろしのあとがき漫画が収録されている。また『辺境警備プレミアムブック（関連書籍の項を参照）』に収録されていた短編や設定資料の一部が再録されている。
1. ISBN 9784834273786
2. ISBN 9784834273793
3. ISBN 9784834273854
4. ISBN 9784834273861

潮出版社
全7巻。角川書店版を底本とした電子書籍が販売されている。「星が生まれた谷」には7巻の通し番号が振られている。また、ホーム社漫画文庫版のあとがき漫画、第0話も収録されている。

## 関連書籍
グラン・ローヴァ物語（潮出版社→角川書店）
『辺境警備』よりも前の時代、世界から精霊や神聖な獣が去っていく様子が描かれる。『コミックトム』誌に1989年より1993年まで連載。
東カール・シープホーン村（集英社→角川書店）
『辺境警備』と同時代、別の地方の物語。一部に『辺境警備』の登場人物への言及がある。『コミックアイズ』誌に2001年より連載されるも中断、2002年に書き下ろしで完結。
辺境警備プレミアムブック 永遠の約束（角川書店） ISBN 4-04-852954-4
画集兼設定資料集。プチフラワー誌での連載以前に描かれた「第0話（連載版とは微妙に設定が異なる）」も収録されている。
逃げる少女 〜ルウム復活暦1002年〜（秋田書店）
『辺境警備』の数年後の世界。「星が生まれた谷」の後の忌地を舞台に、ある少女を襲う不可解な現象を描く。『ミステリーボニータ』誌に2018年より2020年まで連載。
虚妄の女王 ~辺境警備外伝（秋田書店）
『逃げる少女』のさらに数年後の世界で、内容が継続。『辺境警備』の舞台の北にある王国エアドロムの王位継承騒動を描く。『ミステリーボニータ』誌に2020年より連載中。